# 皮雪和克朗略
皮雪和克朗略（法語：Puisieux-et-Clanlieu，法語發音：[pɥizjø e klɑ̃ljø]）是法国上法蘭西大區埃纳省的一个市镇，属于韦尔万区。

## 地理
皮雪和克朗略（49°51'14"N, 3°40'38"E）面积17.42 平方千米，位于法国上法蘭西大區埃纳省，该省份为法国北部内陆省份，北起北部省，西接索姆省和瓦兹省，东临阿登省和马恩省，西南至塞纳-马恩省，东北部与比利时接壤。
与皮雪和克朗略接壤的市镇（或旧市镇、城区）包括：欧迪尼、科隆费、大弗拉维尼和博兰、勒埃里拉维耶维尔、朗迪费和贝泰涅蒙、桑里绍蒙。
皮雪和克朗略的时区为UTC+01:00、UTC+02:00（夏令时）。

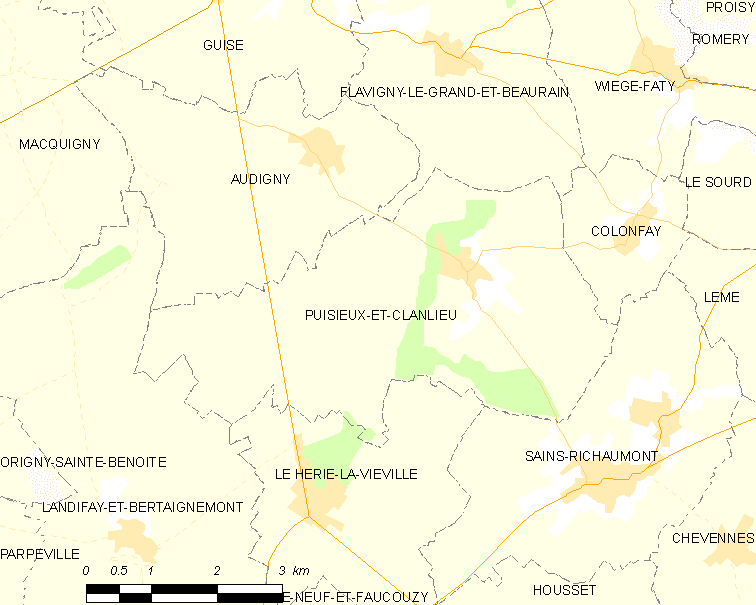
皮雪和克朗略的OSM定位图

## 行政
皮雪和克朗略的邮政编码为02120，INSEE市镇编码为02629。

## 政治
皮雪和克朗略所属的省级选区为马尔勒县。

## 人口

1962-2008年间皮雪和克朗略人口变化图示

皮雪和克朗略于2022年1月1日时的人口数量为327人。